# Wilhelm Pargmann
Wilhelm Pargmann (* 20. Februar 1884 in Plau am See; † 4. Dezember 1944 in Basel) war ein deutscher Politiker (SPD) und in der Weimarer Republik Mitglied der Preußischen Landesversammlung sowie des Provinziallandtages der Provinz Pommern.

## Leben
Wilhelm Pargmann erlernte nach dem Tertia-Abschluss den Beruf des Buchdruckers und Setzers. Ab 1914 war er Geschäftsführer der „Volkszeitung“ in Mülhausen. Im Februar 1919 wurde er Geschäftsführer des Parteiverlages und der Druckerei der in Stettin erscheinenden Zeitung „Volksbote“.
Von 1919 bis 1921 gehörte er der Preußischen Landesversammlung an. Ab 1921 war er Mitglied des Provinziallandtages und des Provinzialausschusses der Provinz Pommern. Er gehörte dem Bezirksvorstand der SPD in Pommern an. Er war unbesoldeter Stadtrat in Stettin und zweiter Vorsitzender der Ortskrankenkasse (OKK).
Nach der Machtübernahme durch die Nationalsozialisten wurde er 1933 längere Zeit inhaftiert und emigrierte nach seiner Freilassung in die Schweiz. 1944 verstarb er in Basel.